# AIM-4飛彈
AIM-4 隼（Falcon）是美國空軍第一種空對空飛彈，除了搭配F-102與F-106戰鬥機负责美國本土的防空任務以外，也曾經與F-4D一起使用於越戰，可是效果并不理想。

## 设计歷史
休斯公司在1946年獲得編號MX-798的研究项目的合同，要求开发一种次音速空對空飛彈。1947年项目編號改為MX-904，导弹的速度要求超过音速。原计划该导弹是自轟炸機上發射，作為其自衛火力，但1950年后决定将其装备战斗机，负责任务，預計用來對付攜帶原子彈的大型轟炸機。
軍方編號为XAAM-A-2的飛彈於1949年進行第一次試射，并给予“隼”的昵称。隔年發射載具自轟炸機改為戰鬥機，目标则变为攜帶原子彈的大型轟炸機。1951年美國空軍賦予這枚飛彈F-89的編號。1955年，美國空軍改變心意，停止賦予飛彈類似飛機的編號，所以隼式飛彈再次更改編號為GAR-1，這個編號使用到1963年才以三軍統一編號AIM-4與以取代。
首批量產型GAR-1和GAR-2於1956年遞交美國空軍服役。它装备了F-89，F-101和F-102。隼式飞弹还装备加拿大、瑞典、芬兰和瑞士空军，装备在CF-101，萨博35“龙”和幻象3型戰鬥機上。
装备隼式导弹的飞机常会拥有内置武器舱的设计。F-89 “蝎子”战斗机采用翼尖挂载，而F-102战斗机和F-106战斗机都采用腹部武器舱加导弹弹出装置的设计。F-101B更采用旋转式武器舱的独特设计，在武器舱外侧的两枚导弹发射完毕后，会旋转180度，露出内侧的两枚导弹。理论上F-111战斗轰炸机的内部武器舱也可以挂载隼式导弹。但当F-111服役时，隼式导弹已经淘汰，同時F-111因先天性技術缺陷終其一生並沒有作為專業戰鬥機使用。

## 型号
隼式飛彈是美國研制的各型空對空飛彈當中，少見同時有雷達導引、紅外線導引改型的武器，這種狀況在蘇聯反而比較常見。初期生产型的GAR-1采用半主動雷達導引，射程8公里，大约生产了4000枚。后被拥有更大控制舵面的GAR-1D（AIM-4A）取代。GAR-1D大约生产12000枚，是半主动雷达制导型的主要生产型号。
GAR-2（AIM-4B）與AIM-4A相似，但是採用紅外線導引，由于早期紅外線導引头的灵敏度问题，紅外線導引的隼式导弹只能从目标的后半球进行尾追攻击，优点则是它变成一种“发射后不管”的武器。在实战中，常常会将不同導引方式的隼式导弹齐射，以提高命中率（首先发射一枚紅外線導引导弹，稍后发射一枚雷达制导导弹）。GAR-2导弹相对于半主动雷达制导的GAR-1要更长（4厘米）和更重（7公斤），射程则没有明显差别。投入生产时，更换灵敏度更高的红外线寻标头，编号为GAR-2A（AIM-4C），共生产2万6千枚。
隼式导弹所有的早期生产型都是相同的3.4公斤的战斗部，如此少量的装药限制导弹的杀伤范围，另外隼式导弹并没有近炸引信，导弹的引信在弹翼的前沿，这使得必须要直接击中目标才能引爆导弹。
1958年，休斯公司推出一款放大型的隼式导弹，最初被命名为“超级隼”（Super Falcon），拥有一个推力更大的引擎，更快的速度和更长的射程，更大的战斗部（13公斤）和更先进的制导系统。半主动雷达制导型是GAR-3（AIM-4E）和改进型的GAR-3A（AIM-4F），紅外線導引型则是GAR-4A（AIM-4G）。雷达制导型生产2700枚，紅外線導引型生产3400枚，替换绝大多数服役中的早期的隼式导弹。
隼式导弹的最终改型GAR-2B（AIM-4D），于1963年服役。AIM-4D为空中格斗进行了优化，对早期的GAR-1/GAR-2的外形做了优化和轻量化，并采用GAR-4A（AIM-4G）上的新型红外寻标头。這也是隼式系列唯一參加戰鬥的型号。
隼式导弹的一个放大版，装备250吨当量的W54核弹头的版本被赋予GAR-11的编号（之后的AIM-26A隼），而一个为XF-108 “轻剑”攔截机和YF-12战斗机设计的长射程版隼式导弹，编号GAR-9，即后来的AIM-47 “隼”，而 AIM-47 稍後發展為 AIM-54。

## 作戰紀錄
1966年6月底，美國空軍將F-102戰鬥機佈署到越南和泰國的基地，擔任防空警戒的任務。1968年2月3日，兩架來自509戰鬥攔截中隊的F-102起飛擔任電子干擾飛機在寮國的護航，不料與北越的MiG-21戰鬥機發生接觸，其中一架被北越的戰鬥機發射的AA-2飛彈擊中，雖然彈頭沒有引爆，可是飛機也嚴重受損。另外一架F-102在遠距離外發射3枚AIM-4D-8飛彈，不過沒有擊中目標的紀錄。
1967年5月，美国空军佈署於泰國的第8戰鬥機聯隊装备AIM-4D飛彈與F-4D戰鬥機；美國空軍的F-4D基於軍種本位主義，早期型號掛架配線拔除AIM-9飛彈的配線，顯而易見的理由是因為AIM-9飛彈是海軍的研發產物，很快的前線官兵就了解這是件極為致命的錯誤。6月7日，兩架F-4D（攜帶AIM-7「麻雀」與AIM-4D「隼」）與兩架F-4C（攜帶AIM-7「麻雀」與AIM-9「響尾蛇」）遭遇8架MiG-17戰鬥機，F-4機組一共發射4枚AIM-7，3枚AIM-9與2枚AIM-4，可是沒有擊中任何目標。直到當年10月26日，擔任轟炸後偵查機護航任務的F-4D遭遇6架MiG-17並且擊落3架，其中兩架是出自AIM-4D的戰果，也是隼式飛彈第一次實戰紀錄。
然而，綜觀AIM-4在越戰上的紀錄，一共發射54枚飛彈，擊中5架敵機，比例上雖然較AIM-7飛彈漂亮（9%對8%），不過AIM-7在越戰中一共有27架紀錄，加上AIM-4本身是为拦截轰炸机而设计，寻标头灵敏度差，且用于冷却寻标头的液態氮儲存瓶有限，一旦啟動冷卻瓶後必須在2分鐘內完成目標打擊，否則尋標器也將失效；过輕的战斗部且沒有近炸引信的設計使飛彈擊殺成功率不高，这使得AIM-4导弹整體評價上不如另外兩種美國海空軍使用的空對空飛彈。因為隼式飛彈在飛官間惡評如潮，1969年時
第8戰鬥機聯隊指揮官羅賓·沃茲上校在上級尚未定奪前下令將所有他旗下的幽靈式戰機拔除已經激怒所有前線飛官的AIM-4發射配線並且拒用這型飛彈，寧願用回更舊型的AIM-9B響尾蛇飛彈；在這件事情後，美國空軍指揮官多半追隨羅賓上校的腳步將AIM-4全面撤装。